# دانييل روسو
 دانييل روسو  (باللاتينية: Danielle Rousseau) هي شخصية خيالية في المسلسل الأمريكي لوست الذي تم بثه على شبكة قنوات هيئة الإذاعة الأمريكية (بالإنجليزية: ABC)‏ و قامت بدورها الممثلة الكرواتية ميرا فيرلان.

## الشخصية
هذه الشخصية هي امرأة من أصل فرنسي وصلت إلى الجزيرة مع فريق علمي في عام 1988، وكانت حامل في الشهر السابع بإبنتها أليكس. في هذا الوقت أنقذ فريقها جين كوون، الذي انتقل عبر الزمن بسبب تحريك الجزيرة. بعد فترة وجيزة من ولادة دانييل لأليكس، أُخذت إبنتها من قبل بن.
بعد 16 سنة من العيش في العزلة، قابلت أخيراً الناجين من تحطم طائرة أوشيانيك الرحلة 815 وأنضمت إليهم واجتمعت ثانية مع إبنتها. في 27 ديسمبر 2004، بينما هي وأليكس و كارل صديق إبنتها في طريقهم إلى المعبد، تعرضوا لكمين من قبل كيمي وفريق المرتزقة. كل من روسو وكارل لقوا مصرعهم وعثر على جثتها من قبل مايلز ستروم في حين عودته مع سوير و كلير إلى الشاطئ.

## على الجزيرة
روسو كانت عضواً في البعثة العلمية المتكونة من 6 أشخاص حيث كانت مع حبيبها روبرت. كان الاثنان يحبان بعضهما، وكانت روسو تحمل معها صندوق روسو الموسيقي الذي أعطاها إياه روبرت. و كانت حامل في الشهر السابع.
خرجت السفينة منذ 3 أيام من تاهيتي عندما تلقت بثا أثناء الليل. كان صوتا يكرر الأرقام فقاموا بتغيير مسارهم للتحقيق في مصدره. فتعطلت الأجهزة، وهبت عاصفة ذو أصوات غريبة. في ليلة السابع من نوفمبر، اصطدمت السفينة في بعض الصخور وتحطمت - و لم يعد بالإمكان إصلاحها. و عندما توجه الطاقم إلى ساحل الجزيرة على طوف نجاة، رأوا جين يطفو فوق جسم في الماء. فجذبوه إلى الكهف وتوجهوا إلى الشاطئ.